# Cardinal fuertemente compacto
En teoría de conjuntos, un cardinal fuertemente compacto es un tipo específico de cardinal grande.
Un cardinal incontable κ es fuertemente compacto si y solo si cada filtro κ-completo puede extenderse a un ultrafiltro κ-completo.
Los cardinales fuertemente compactos se definieron originalmente en términos de lógica infinitaria, donde la conectividad lógica puede tomar un número infinito de operandos. La lógica en un cardinal regular κ se define al requerir que el número de operandos para cada operador sea menor que κ. Entonces, κ es fuertemente compacto si su lógica satisface una propiedad análoga de la propiedad de compacidad de la lógica finitaria. Específicamente, una proposición que se sigue de otro conjunto de proposiciones también debería seguirse de algún subconjunto con cardinalidad menor que κ.
La propiedad de compacidad fuerte puede debilitarse al requerir que esta propiedad de compacidad se cumpla solo cuando el conjunto original de proposiciones tiene cardinalidad menor que un cardinal λ determinado. Se puede entonces hacer referencia a la λ-compacidad. Un cardinal κ es débilmente compacto si y solo si es κ-compacto; la definición original de dicho concepto.
La compacidad fuerte implica medibilidad, y está implícita en la supercompacidad. Dado que existen los cardinales relevantes, es consistente con la ZFC que el primer cardinal medible sea fuertemente compacto o que el primer cardinal fuertemente compacto sea supercompacto; aunque ambas cosas no pueden ser verdaderas. Un límite medible de cardinales fuertemente compactos es fuertemente compacto, pero el límite menor no es supercompacto.
La fuerza de consistencia de la compacidad fuerte es estrictamente superior a la de un cardinal de Woodin. Algunos teóricos de conjuntos conjeturan que la existencia de un cardinal fuertemente compacto es equiconsistente con la de un cardinal supercompacto. Sin embargo, es improbable una demostración hasta que se desarrolle una teoría canónica del modelo interno para cardinales supercompactos.
Jech obtuvo una variante de la propiedad de árbol que se cumple para un cardinal inaccesible si y solo si es fuertemente compacto.
La extensibilidad es un análogo de segundo orden de la compacidad fuerte.